# Reewijk
Reewijk (ook wel: Rietwijk) was een kasteel in de Nederlandse plaats Heemskerk, provincie Noord-Holland. De voormalige kasteelplaats is geheel verdwenen onder een 20e-eeuwse woonwijk.

## Geschiedenis
Mogelijk was Reewijk begin 14e eeuw in bezit van Jan van Rietwijk. Midden 14e eeuw schonk heer Gerrit van Heemskerk het goed en huis Reewijk aan Jan van Pruijssen, die vermoedelijk een bastaardzoon was van Gerrit. Reewijk was toen nog een allodiaal goed, maar op een gegeven moment besloot Jan om Reewijk op te dragen aan zijn halfbroer Wouter van Heemskerk (1330-1380), om het van hem weer in leen terug te ontvangen. Jan had ook nog ander grondbezit in Heemskerk en hij droeg dat in 1375 op aan zijn neef Arent van Egmond, waarna Jan er ook weer direct mee werd beleend. Op deze manier had Jan van Pruijssen twee verschillende leenheren voor zijn Heemskerkse bezittingen.

### Grondruil
Na de dood van Jan van Pruijssen werd zijn dochter Agniese in 1387 beleend met de gronden die onder de heren Van Egmond vielen. Met het huis Reewijk werd zij nog vóór 1390 beleend door Albrecht van Beieren, graaf van Holland. Agniese huwde Gerrit Dever en zij liet al haar bezittingen in Heemskerk na aan hun zoon Jan Dever van Mijnden, die er in 1410 mee werd beleend. In 1435 kreeg Jan Dever een van de Egmondse lenen weer in volledig eigendom, maar moest in ruil daarvoor de gronden rondom kasteel Reewijk in leen opdragen aan de Jan II van Egmond. Jan Dever hield nu dus het kasteel in leen bij de Hollandse graaf, maar de singel, boomgaard en grachten rondom het kasteel bij de heren Van Egmond.
Jan Dever van Mijnden overleed rond 1460. Zijn broer volgde hem aanvankelijk op, maar overleed al snel waardoor in 1463 neef Joost Dever van Mijnden de beleningen erfde. Vermoedelijk is Joost rond 1525 gestorven waarna zijn dochter Maria van Mijnden in 1526 werd beleend met het kasteel en de omliggende gronden.

### Verwarring rondom de lenen
Maria van Mijnden overleed in 1561 en liet geen kinderen na. Ze had haar neef Joost van Mathenesse als erfgenaam aangewezen, maar Maria's zuster Elisabeth maakte hier bezwaar tegen. Dit leidde ertoe dat Johan van Mathenesse - een broer van de inmiddels overleden Joost - in 1562 door de graaf van Egmond werd beleend met de gronden rondom het kasteel, terwijl Elisabeth in 1563 door koning Filips II met het kasteel Reewijk werd beleend. Voor de graaf van Egmond was dit dan weer reden om zijn belening aan Johan te annuleren en deze alsnog aan Elisabeth en haar echtgenoot Warner van der Does toe te kennen.
Tussen beide partijen werden in 1564 en 1565 processen gevoerd over het eigendom van de twee beleningen. In de hierna volgende decennia bleef de verwarring bestaan en zowel de familie Van der Does als de familie Mathenesse werden door de leenheer Van Egmond met de singels, boomgaard en grachten beleend. Het kasteel Reewijk kwam aanvankelijk aan Johan van der Does, maar blijkbaar was het slot tijdelijk in beslag genomen door de leenheer, want pas in 1603 volgde de daadwerkelijke belening.

### Verval
Het kasteel was eind 16e eeuw door oorlogsgeweld verwoest. In 1604 werd dan ook gemeld dat het kasteel vervallen was. Een tekening van Roelant Roghman uit 1640 toont slechts een ruïne.
In 1710 kocht mr. Jean Deutz het kasteelterrein. Hij woonde met zijn gezin in het naastgelegen slot Assumburg en maakte van Reewijk een hertenkamp.
Op het oude kasteelterrein stond in de 19e eeuw een gebouwtje dat in 1845 als een kapel met toren werd omschreven, maar later tot jachthuis is verbouwd. Nog tot in de 20e eeuw was de kasteelheuvel zichtbaar in het landschap. Medio 20e eeuw stond er een woning op het terrein, maar hierna werd het gebied bebouwd met flats.

## Afbeeldingen

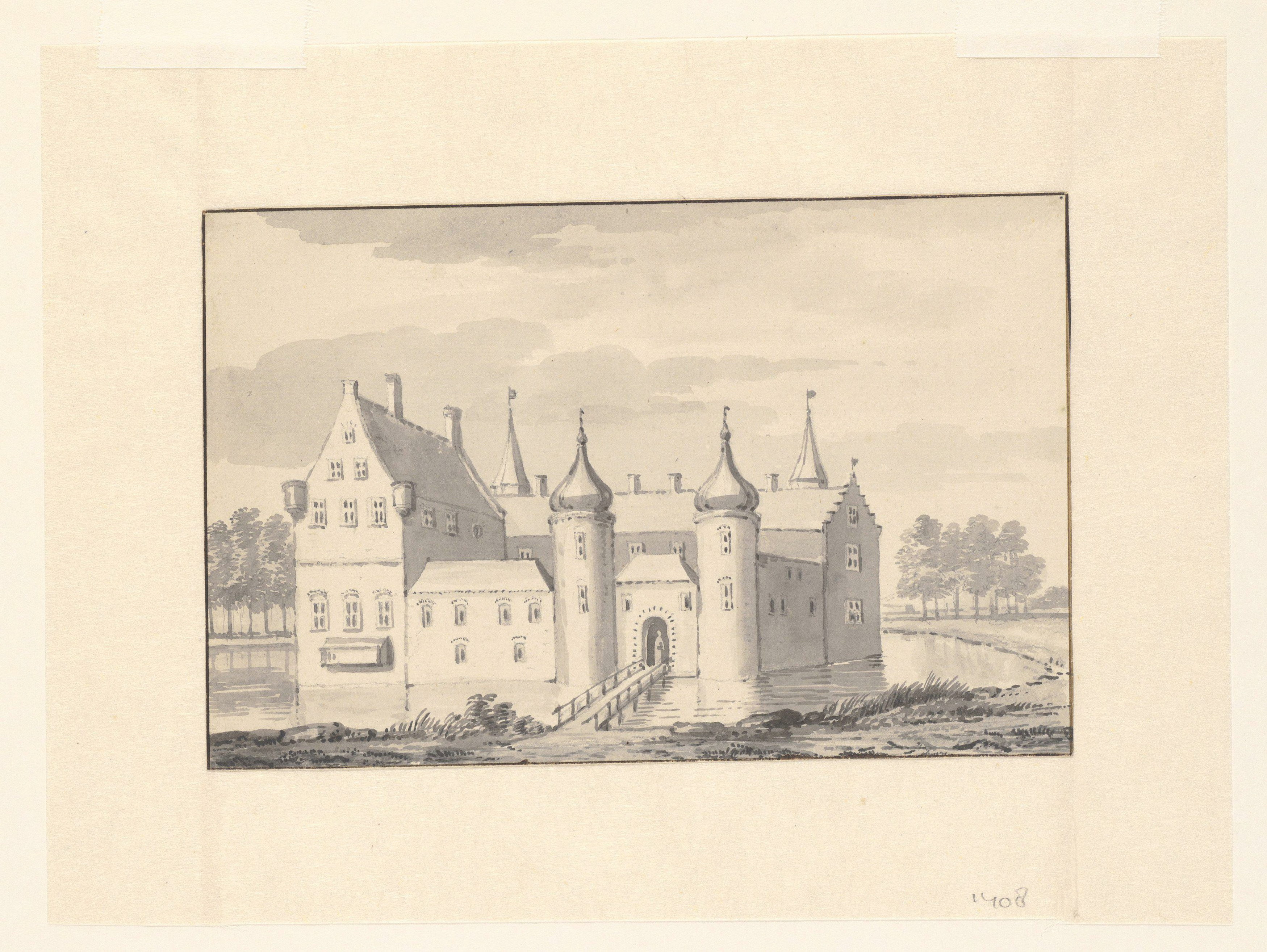
Impressie van het middeleeuwse kasteel, in de 18e eeuw getekend door Aert Schouman
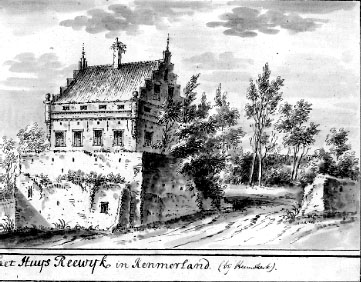
Reewijk eind 17e eeuw, door Jacobus Stellingwerf
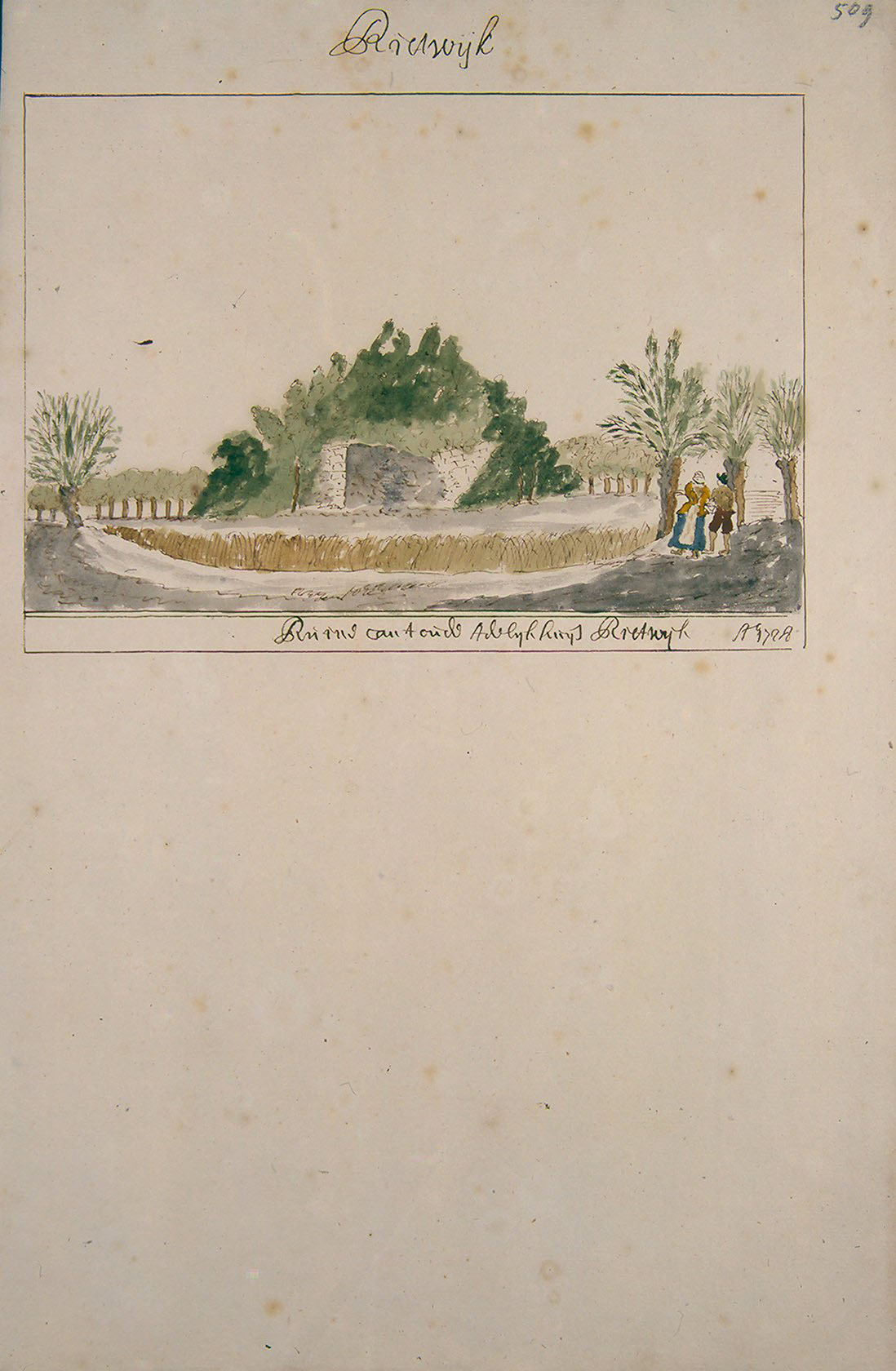
De kasteelheuvel in de Atlas Schoemaker, eerste kwart 18e eeuw
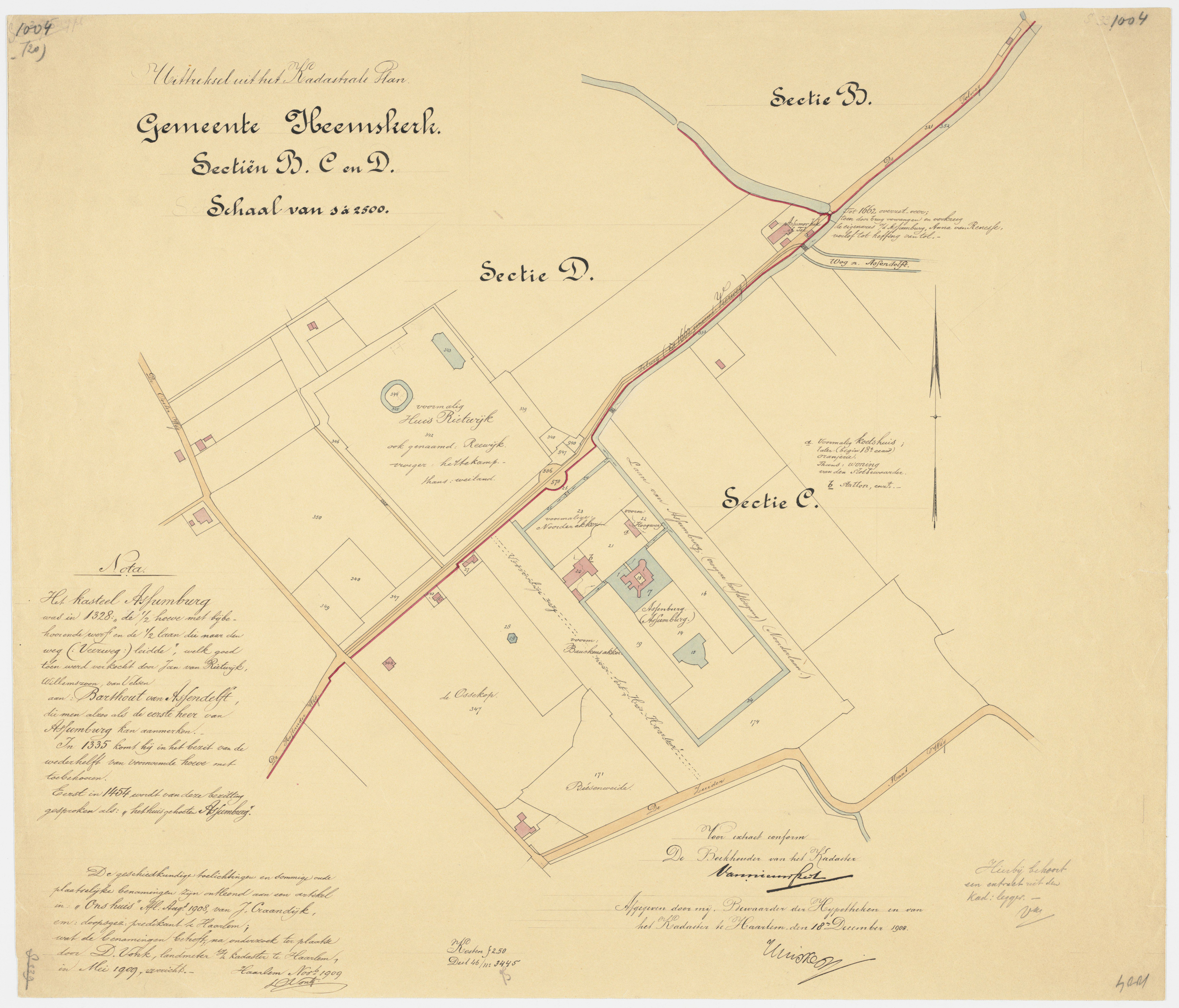
Kadastrale kaart uit 1908-1909, met de nog zichtbare kasteelheuvel van Reewijk

Adrichem · Aelbrechtsberg · Akersloot · Amstel · Amsterdam · Assendelft · Assumburg · Banjaert · Beeckestijn · Berkenrode · Boekel · Bollenhofstede · Ten Bosch · Brederode · Caprera · Ter Coulster · Cranenbroek · Dampegeest · Eenigenburch · Egmond · Heemstede · Hilversum · Ilpenstein · Jan Aernts woninge van Bennebroek · Keggenrode · Ter Kleef · Kostverloren · Kronenburg · Marquette · Merestein · Middelburg · Muiderslot · Nederhorst · Nieuwburg · Nuwendoorn · Oud Haerlem · De Park · Poelenburg · Purmersteijn · Radboud · Huis te Ramp · Reewijk/Rietwijk · Rolland · Ruysdael · Schagen · Huis te Schoten · Sparenwoude · Te Spijk · Swanenburch · Sypesteyn · Tetrode · Teylingerbosch · Torenburg · Velsen · De Vlotter · Vogelenzang · Ter Wijc · Wijdenes · Ypestein · Te Zaanen